# Skärgårdsstriden vid Rimito Kramp
Skärgårdsstriden vid Rimito Kramp var ett strid under det finska kriget 1808–1809.
Efter att de svenska styrkorna hade lidit en betydande förlust vid Lemo försökte den Svenska kustflottan att återta herraväldet över Åbo- och Ålands skärgårdar. Den ryska kustflottan var vid denna tidpunkt förstärkt med svenska fartyg som tagits över vid Sveaborgs kapitulation. I juni anlände konteramiral Klas Hjelmstjerna med ytterligare svenska förstärkningar och allt var klart för ett sjökrig i skärgården som skulle pågå hela sommaren.
Önnert Jönsson hade efter att ha retirerat från Lemo 22 juni anlänt till Berghamn i Åbos östra skärgård med 15 kanonslupar under det att transportflottan retirerade vidare mot Åland. 23 juni anlände Klas Hjelmstjerna med 4 galärer till platsen och 24 juni anlände ytterligare fyra kanonslupar till ön. Hjelmstjerna bestämde sig då för att anfalla en liten grupp ryska fartyg om 12 kanonslupar och 2 joller, som lagt sig i en vik mellan Rimito Kramp och Hanga Krampholme. Då den svenska eskadern 30 juni skulle passera udden vid Rimito Kramp öppnade plötsligt de ryska fartygen oväntat eld, och en plötslig stark stormby i kombinationen med eldgivningen tvingade de svenska fartygen att dra sig tillbaka.
Stark motvind hindrade Hjelmsterna att åter anfalla vilket gjorde att ryssarna kunde dra sig tillbaka till Bockholms sund. Själv lade sig Hjelmsterna vid Fårskinnsholmarna i Erstafjärden där han kunde blockera inloppet till Åbo.